# Dicycla renago
Dicycla renago är en fjärilsart som beskrevs av Adrian Hardy Haworth 1809. Dicycla renago ingår i släktet Dicycla och familjen nattflyn. Inga underarter finns listade i Catalogue of Life.